# Беніто Хуарес
Бені́то Па́бло Хуа́рес Гарсі́я (ісп. Benito Pablo Juárez García; 21 березня 1806, Сан-Пабло-Гелатао — 18 липня 1872, Мехіко) — мексиканський політичний діяч, Президент Мексики у 1858—1872 роках; національний герой Мексики. Увійшов в історію, як стійкий борець за демократію та незалежність своєї батьківщини та зміцнення її суверенітету.

## Біографія
Народився 21 березня 1806 у Сан-Пабло-Гелатао в бідній індіанській сапотекській селянській сім'ї. Після смерті батьків, коли йому було три роки, виховувався у свого дядька, а з 12 років мешкав у своєї сестри в Оахаці. 1827 року закінчив духовну семінарію Санта-Крус, де вивчав зокрема іспанську мову і право, і вступив до Інституту наук і мистецтв. У 1833 році отримав бакалавра і став адвокатом. Того року розпочав політичну кар'єру, отримавши місце в муніципальній раді. У 1841 році став суддею Оахаки.
Протягом 1847—1852 років був губернатором штату Оахаки. Брав активну участь у боротьбі з американцями під час американо-мексиканської війни 1846—1848 років. Із встановленням в країні диктатури генерала Санта-Анни в 1853 році, зайняв антиурядову позицію і був висланий в Сполучені Штати Америки, де мешкав у Новому Орлеані.
З початком революції Аютла в 1854 році повернувся до Мексики, де вступив до армії лібералів генерала Хуана Альвареса. Після остаточного повалення в 1855 році диктатури Санта-Анни, увійшов до складу нового уряду, де став міністром юстиції та культів. Провів реформи, з яких найважливішими стали так звані «закон Хуареса», що скасовував судові привілеї військових і духовенства, і «закон Лердо», який позбавляв церкву права володіння землею і нерухомим майном, за винятком культових споруд і жител ченців. Активно брав участь у підготовці нової конституції Мексики 1857 року. У кінці 1857 року призначений головою Верховного суду. Протягом 1858—1861 років очолював уряд Мексики, зіграв велику роль у розгромі реакціонерів у період громадянської війни 1859—1861 років.

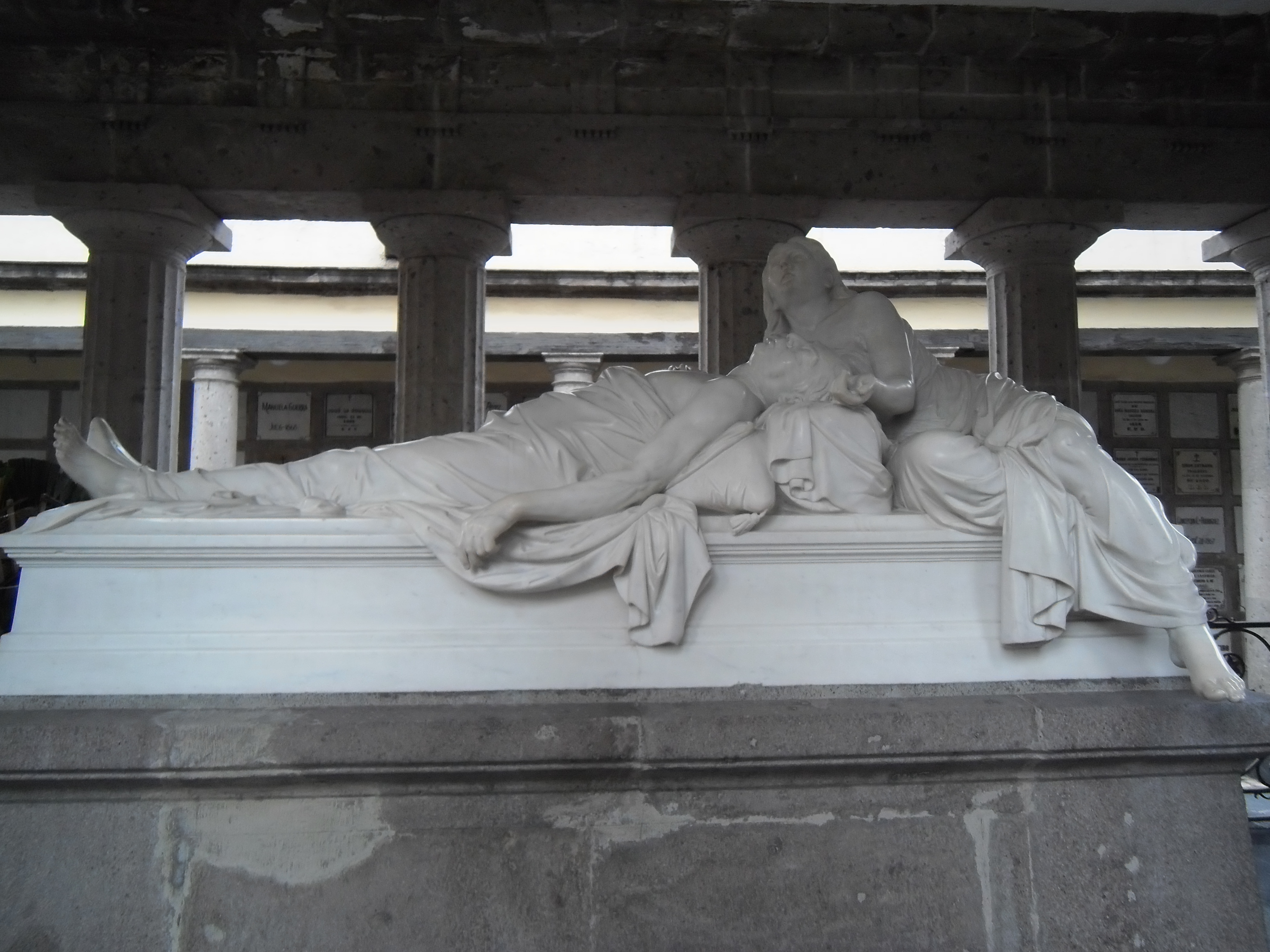
Надгробний пам'ятник.

11 червня 1861 року обраний конгресом Президентом Мексики. З огляду на відсутність коштів у державній скарбниці ухвалив відкласти на два роки платежі з іноземних боргів, що було використано Великою Британією, Іспанією й Францією для організації в грудні 1861 року збройної інтервенції (див. Лондонська конвенція 1861). Очолив загальнонародну боротьбу за незалежність проти військ Наполеона III (Британія й Іспанія завдяки дипломатичним зусиллям президента у квітні 1862 року евакуювали свої війська з Мексики), що увінчалась повною перемогою та стратою маріонеткового «імператора» Мексики Максиміліана Габсбурга 19 червня 1867 року. З 15 травня 1867 року по 18 липня 1872 року був єдиновладним президентом Мексики. Після придушення антиурядових заколотів 18 липня 1872 року раптово помер від серцевого нападу. Похований у Мехіко в пантеоні Сан-Фернандо.

## Цікаві факти
- Вважається найнизькорослішим із відомих світових лідерів: його зріст становив 135 см, при тому що сапотеки відрізняються досить великим зростом[9].
- Був першим президентом Мексики — індіанцем.
- Єдиний на той час президент Мексики, що походив не з військових.

## Вшанування
- На честь Беніто Хуареса був названий Беніто Муссоліні;
- Його іменем названо Міжнародний аеропорт мексиканської столиці;
- Зображений на кількох мексиканських купюрах: 50 песо (1973—1981 років), 20 песо (1995—2001, 2006 років)[10], 500 песо (2019 року);
- Йому встановлено багато пам'ятників, зокрема у 1969 році у Вашингтоні;

### У кінематографі
- У 1939 році у в США вийшов фільм-мелодрама «Хуарес», головну роль в якому виконав Пол Муні;
- У 1989 році в НДР вийшов фільм-вестерн «Мисливці в преріях Мексики», головні ролі в якому виконали Гойко Митич, Колі Дончев, Андреас Шмідт-Шалер і Джок Росич.